# 夕張タイムス
夕張タイムス（ゆうばりタイムス）、社名：夕張タイムス社は、かつて北海道夕張市内で発行していた地方新聞である。判型395×275 通常4ページ、月3回発刊。発行1、11、21日）。月額購読料450円、郵送料120円。
1940年2月11日に、森栄次郎により創刊。1968年に、京都の出版社出身の息子・森剛史が同社に就職、1975年より記事の執筆、取材を行ってきた。

## 歴史
- 1940年2月11日 創刊
- 2008年10月21日 第2672号より判型をA3判に変更
- 2021年1月1日 主筆・森剛史の逝去に伴い、3042号（2021年1月1日号）をもって廃刊

## 本社・支社
- 本社
  - 北海道夕張市昭和1-12

## 脚註
1. 1 2  「「夕張タイムス」発行人・森さん死去 80歳「豪快で正義感強い人」」『北海道新聞』2020年12月17日。2020年12月19日閲覧。

| スタブアイコン | サブスタブ | この項目は、まだ閲覧者の調べものの参照としては役立たない、企業に関連した書きかけの項目です。この項目を加筆・訂正などしてくださる協力者を求めています（PJ:経済）。 |